# Палац Крупинських у Кривчику
Палац Крупинських — пам'ятка архітектури 18 або 19 століття, розташований у селі Кривчик, Дунаєвецької міської громади Хмельницького району Хмельницької області.

## Історія
Палац належав родині генерала Михайла Крупенського і був зведений в ІІ половині 19 століття. Часом трапляються згадки про те, що споруда була зведена до 1793 року, що ставиться під сумнів, оскільки неоготика і справді панувала у Європі з кінця 18 століття, але на землі України прийшла вже у 19 столітті. Розкрадений у 1917 році. Останній нащадок графського роду втік за кордон після жовтневого перевороту. Потім був облаштований будинок відпочинку на 47 місць, у якому жителі навколишніх сіл мали право відпочивати безкоштовно, але по 1 чоловіку від села.
Згодом він був реорганізований в інтернат для незрячих, також на 47 чоловік. Захопивши у ході другої світової війни Поділля, німці протягом року утримували жителів інтернату, але у 1943 році позбулися 45 із них, живцем закопавши в урочищі Соломинчик, біля Дунаєвець. Випадково вціліли лише двоє, які знаходились у той час в селі. У 1945 році в колишньому маєтку був утворений інтернат на 160 місць для інвалідів війни, яким було нікуди повертатись. 
У 1978 році він був реорганізований у психоневрологічний інтернат, який працює до сьогоднішнього дня.

## Сучасний стан
Палац  значною мірою зберіг унікальне внутрішнє оздоблення. Зберігся будинок для прислуги, склади, стайні.